# التعليم العالي في اليابان

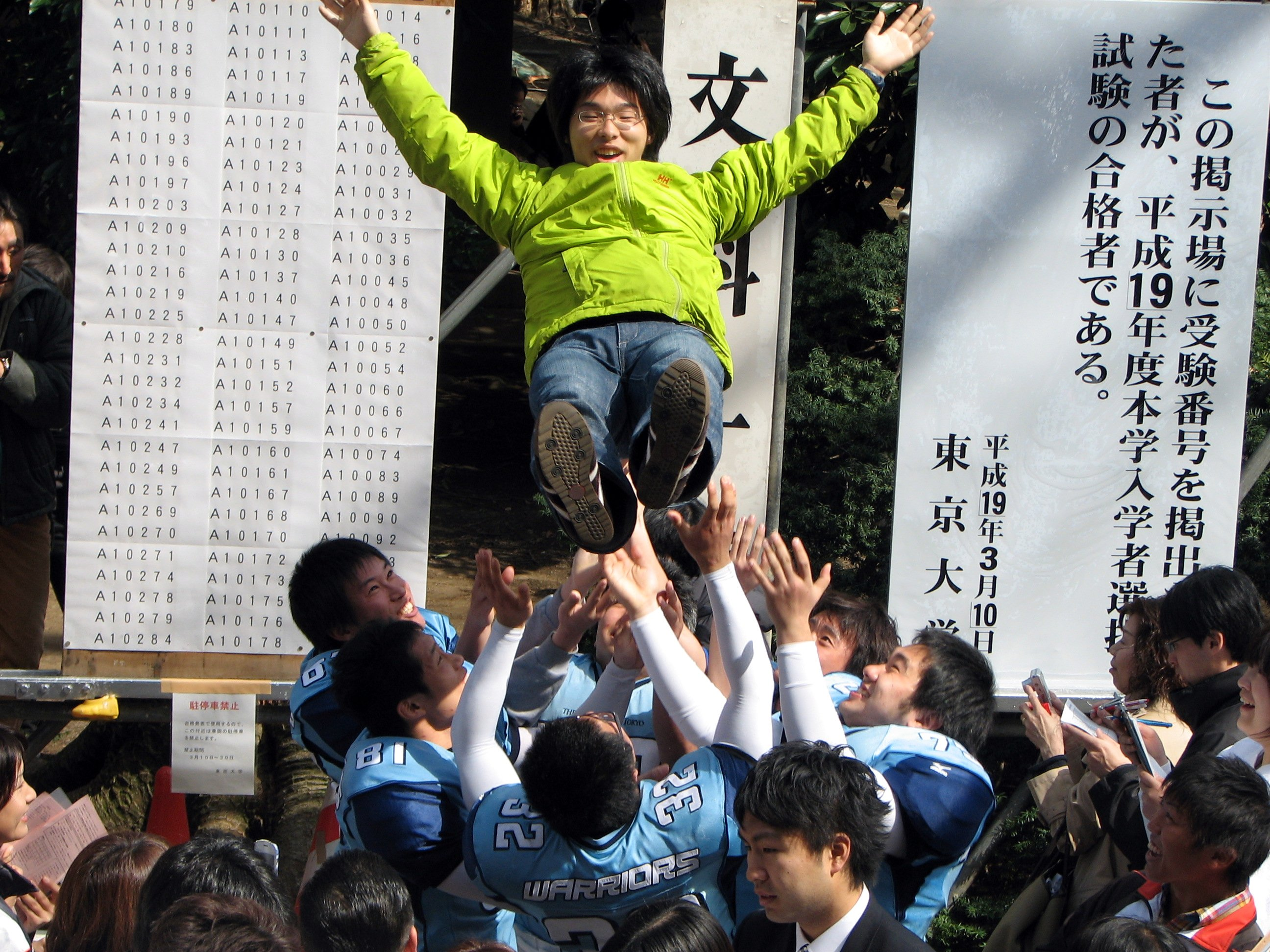
يعد اجتياز اختبار القبول تقدمًا كبيرًا في حياة الفرد.

## القبول بالجامعة
يعتمد القبول بالجامعة إلى حد كبير على الدرجات التي يحصل عليه الطلاب في اختبارات القبول (nyūgaku shiken (入学試験)). وهو ما يُفسّر حصول المؤسسات التعليمية الخاصة على حوالي 80% من المقيدين بالجامعات في عام 1991، ولكن مع استثناءات قليلة مثل جامعة واسيدا (Waseda University) وجامعة كيئو(Keio University)، بينما تعد الجامعات الوطنية العامة ذات قيمة أعلى. حيث تعد الجامعات الوطنية السبع (National Seven Universities) على وجه التحديد أكثر الجامعات وجاهةً. وهذا الفارق يعود إلى عوامل تاريخية متمثلة في سنوات طويلة من هيمنة الجامعات الإمبراطورية المتميزة مثل طوكيو وجامعات كيوتو (Kyoto)، التي قامت بتدريب زعماء اليابان قبل الحرب، كما يعود الفارق إلى وجود اختلافات في الجودة لا سيما في نِسب المرافق والكليات.
وبالإضافة إلى ذلك، لا يزال بعض أرباب العمل المرموقين، لا سيما الشركات الحكومية والشركات الكبيرة الراقية (مثل الشركات المدرجة في مؤشر نيكاي 225 (Nikkei 225)) يقتصرون في اختيارهم للموظفين الجدد على خريجي الجامعات رفيعة المستوى. حيث توجد علاقة وثيقة بين الخلفية الجامعية والحصول على فرص العمل. ونظرًا لأن المجتمع الياباني يُولي اهتمامًا كبيرًا للشهادات الدراسية، تزيد حدة التنافس على دخول الجامعات المرموقة.
ويخضع الطلاب المتقدمين للجامعات الوطنية أو غيرها من الجامعات العامة الأخرى إلى اختباري قبول، أولهما اختبار تحصيل موحد يتم إعداده على المستوى الوطني (senta shiken (センター試験)) ثم اختبار تقوم بإعداده الجامعة التي يود الطالب الالتحاق بها (niji shiken (二次試験)). في حين لا يحتاج المتقدمون للجامعات الخاصة إلا إلى اجتياز اختبار الجامعة فقط.
وهذا التنافس الشديد يعني أن العديد من الطلاب لا يمكنهم النجاح في التنافس على قبولهم بالجامعة التي يختارونها. مما يعني أنه على الطالب الراسب أن يقبل بأي جامعة أخرى، أو يتخلى عن التعليم الجامعي، أو ينتظر حتى فصل الربيع التالي للخضوع لاختبارات الجامعات الوطنية مرة أخرى. جدير بالذكر أن عددًا كبيرًا من الطلاب يلجأ للخيار الأخير. ويقضي هؤلاء الطلاب والذين يطلق عليهم طلاب الرونين، أي الساموراي الذي فقد سيده، عامًا كاملاً، أو ما يزيد في بعض الأحيان، من المذاكرة في محاولة أخرى منهم لاجتياز اختبارات القبول. وفي عام 2011، بلغ عدد طلاب الرونين الذين خضعوا للاختبار الموحد 110211 طالبًا، بينما بلغ عدد الذين خضعوا للاختبار من طلاب المدارس العليا 442421 طالبًا.
جدير بالذكر أن مدارس يوبيكو (Yobikou) هي مدارس خاصة، مثل العديد من مدارس جوكو (juku)، تساعد الطلاب على الاستعداد لاختبارات القبول. وعلى الرغم من أن مدارس يوبيكو لديها العديد من البرامج الخاصة بطلاب الثانوية العليا إلا أنها تشتهر أيضًا ببرامجها المُعدة خصيصًا لطلاب الرونين والتي تمتد طوال العام بدوام كامل. وفي عام 1988، بلغ إجمالي عدد المتقدمين للجامعات التي تمتد الدراسة بها لمدة أربع سنوات 560000 طالبًا، ومثَّل الطلاب الرونين حوالي 40% من المقبولين بتلك الجامعات عام 1988، وكان معظمهم من الذكور، بينما كان عدد الإناث حوالي 14%. وتعد تجربة الرونين تجربةً شائعةً جدًا في اليابان لدرجة أنه يقال أن بنية التعليم الياباني تشمل عامًا إضافيًا للرونين.
وتتبنى مدارس يوبيكو مجموعةً متنوعةً من البرامج تشمل كلاً من البرامج ذات الدوام الكلي والجزئي، كما تستعين بسلسلةٍ متطورةٍ من الاختبارات وجلسات الإرشاد الطلابي وتحليل الاختبارات كإجراءات مكمِّلة للتعليم بالفصول الدراسية. ويعد التعليم في مدارس يوبيكو مُكلفًا مقارنة بتكاليف الجامعة في السنة الأولى، كما أن هناك دورات متخصصة في مدارس يوبيكو أكثر تكلفةً. وتقوم بعض مدارس يوبيكو بنشر نسخ تجارية مُنقحة من النصوص الخاصة بها والتي تستخدمها في فصولها الدراسية من خلال جهات النشر التابعة لها أو من خلال وسائل أخرى، وتعد هذه النسخ شائعةً بين العامة ممن يستعدون لاختبارات القبول بالجامعات. كما تقوم مدارس يوبيكو بإعداد اختبارات عملية على مدار العام وتُتيحها لكافة الطلاب مقابل رسوم.
وفي أواخر الثمانينيات، كانت عملية اختبارات القبول ودخول الجامعة محلاً للنقاش المتكرر. ففي عام 1987 تم تعديل مواعيد اختبار المرحلة الأولى المشترك (Joint First Stage Achievement Test) كما تم تعديل محتوى الاختبار نفسه عام 1990، جدير بالذكر أن التعديلات التي أُجريت على المواعيد للمرة الأولى قدمت شيئًا من المرونة للطلاب الذين يرغبون في التقدم لأكثر من جامعة وطنية. كما أن اختبار المرحلة الأولى المشترك الجديد قام بإعداده وتنظيمه المركز الوطني لاختبارات القبول بالجامعات وتم تصميمه لتحقيق تقييم أفضل لعملية التحصيل الدراسي.
وكانت وزارة التعليم تأمل أن تقوم المدارس الخاصة بتبني الاختبار الوطني الجديد وتعديله وفقًا لمتطلبات القبول الخاصة بهم ومن ثم تقليل اختبارات الجامعات أو إلغاؤها. ومع ذلك نجد أنه في الوقت الذي كان يتم فيه إعداد هذا الاختبار الجديد في عام 1990، لم يعرب إلا عدد قليل من المدارس عن رغبته في تطبيق الاختبار. وحثت الوزارة الجامعات على زيادة عدد الطلاب المقبولين من خلال وسائل الاختيار البديلة، ومن بينها قبول الطلاب العائدين إلى اليابان بعد إقامة طويلة بالخارج، والقبول بالتوصية، وقبول الطلاب الذين تخرجوا من المدارس الثانوية العليا منذ أكثر من بضع سنين. وعلى الرغم من أن عددًا من المدارس كان لديها برامجَ مستخدمةً بالفعل أو أماكن مخصصة للطلاب العائدين، لم يتم قبول سوى 5% من طلاب الجامعات بموجب تلك الإجراءات البديلة في أواخر الثمانينيات.
وتشتمل القضايا الأخرى الخاصة بدخول الجامعة على التوجيه المناسب لتحديد الكليات على مستوى المدارس الثانوية العليا ونشر المعلومات الخاصة ببرامج الجامعات بشكل أفضل. وتقوم الوزارة بتقديم المعلومات من خلال نظام الوصول إلى المعلومات الخاص بالمركز الوطني لاختبارات القبول بالجامعات على شبكة الإنترنت، كما تشجع الوزارة الجامعات والكليات والأقسام على إعداد كُتيّبات وعروض فيديو عن البرامج الخاصة بهم.

## الجامعات
في عام 2005، بلغ عدد الطلاب المُسجَّلين بجامعات اليابان، البالغ عددها 726 جامعةً، أكثر من 2.8 مليون طالبًا. وتوفر هذه المؤسسات، التي تتقدم هيكل التعليم العالي، تدريبًا يستمر لمدة أربع سنوات تنتهي بالحصول على درجة البكالوريوس، بينما يقدم البعض برامجًا تستمر لمدة ست سنوات تنتهي بالحصول على درجة مهنية. ويوجد نوعان من الكليات التي تستمر الدراسة بها لمدة أربع سنوات وهما : 87 جامعة وطنية (من بينها الجامعة المفتوحة (Open University)) و86 جامعة عامة محلية أسستها الولايات والأقاليم. وفي عام 2005 كانت الكليات المتبقية البالغ عددها 553 والتي تمتد مدة الدراسة بها لأربع سنوات عبارة عن جامعات خاصة.
وتحضر الغالبية العظمى من طلاب الجامعة برامجًا ذات دوام كامل. وفي عام 2005، كانت الدورات التدريبية الأكثر شعبية، والتي التحق بها حوالي 38% من إجمالي الطلاب الدارسين بالجامعة، متخصصة في العلوم الاجتماعية التي تتضمن العمل التجاري والقانون والمحاسبة. أما المجالات الأخرى الشائعة فكانت في مجال الهندسة التطبيقية بنسبة(17.3%) والإنسانيات بنسبة(16%) والتربية بنسبة (5.7%).
وفي عام 1986 بلغ متوسط التكاليف (الدراسة والمصروفات ونفقات المعيشة) لسنة واحدة من التعليم الجامعي مبلغ 1.4 مليون ين، سدد منها أولياء الأمور ما يقل عن 80%، أو حوالي 20% من متوسط دخل الأسرة عام 1986. وللمساعدة في تحمل هذه النفقات يلجأ الطلاب في كثير من الأحيان للعمل بدوام جزئي أو اقتراض الأموال من خلال الجمعية اليابانية للمنح الدراسية (Japan Scholarship Association) التي تدعمها الحكومة. كما يتم تقديم المساعدة من قِبَل الحكومات المحلية والشركات غير الربحية وغيرها من المؤسسات.
وفي عام 2005 كانت الإناث تمثل 39.3% من إجمالي الطلاب الدارسين بالجامعة ثم أخذ عددهم في الازدياد ببطء. ولا تزال الإناث تمِلن إلى اختيار التخصصات والبرامج الدراسية التقليدية حيث إن ثلثي إجمالي عدد الإناث مقيدات بدورات التربية أو العلوم الاجتماعية أو الإنسانيات. بينما تقتصر دراسة المجالات العلمية والفنية على 15% فقط، كما تمثل الإناث ما يقل عن 3% من طلاب الهندسة التطبيقية والتي كانت تعد أكثر المجالات شيوعًا بين الذكور في عام 1991.
وتتمتع جودة الجامعات والتعليم العالي في اليابان بمكانتها على الصعيد الدولي. حيث كان هناك 11 جامعة يابانية في تصنيف التايمز كيو إس العالمي للجامعات (THES - QS World University Rankings) لعام 2006, من خلال حصول جامعة طوكيو على الترتيب التاسع عشر وجامعة كيوتو على الترتيب الخامس والعشرين. ويمكن عرض القوائم بالكامل من هنا.
وتعد نسبة الغياب مرتفعة جدًا بين طلاب الجامعات اليابانية حتى أنها في المؤسسات الخاصة مرتفعة للغاية. حيث تعد نداءات التفقد لمعرفة المتغيبين بلا جدوى أو أنه يمكن الاستغناء عنها بسهولة.
انظر: قائمة الجامعات في اليابان

## المعاهد التأهيلية
Junior colleges (短期大学 tanki daigaku) — مؤسسات تعليمية خاصة في الغالب — وهي تراث موروث عن فترة الاحتلال؛ كان معظمها عبارة عن مؤسسات تعليمية قبل الحرب تم تطويرها لتصبح كلية في هذا الوقت. وتمثل الإناث نسبة تزيد عن 90% من طلبة المعاهد التأهيلية، ولا يزال التعليم العالي بالنسبة للإناث بدرجة كبيرة إعدادًا للزواج أو لوظيفة مؤقتة قبل الزواج. وتوفر المعاهد التأهيلية للعديد من الإناث شهادات اجتماعية فضلاً عن التعليم وبعض فرص التوظيف. وكثيرًا ما تُركز هذه المعاهد على الاقتصاد المنزلي والتمريض والتدريس والإنسانيات والعلوم الاجتماعية في مناهجها.

## المدارس التدريبية المتخصصة
تتطلب الدورات المتقدمة في مدارس التدريب المتخصصة المهنية(senmon gakkō (専門学校)باليابانية)التخرج من المدارس الثانوية العليا. وتقدم هذه المدارس تدريبًا على مهارات معينة مثل علم الحاسوب والتدريب المهني، كما يلتحق بها عدد كبير من الذكور. جدير بالذكر أن بعض الطلاب يلتحقون بهذه المدارس بجانب التحاقهم بالجامعة؛ بينما يلتحق بها آخرون حتى يكونوا مؤهلين للحصول على تراخيص فنية أو شهادة مهنية متخصصة. وتحتل المدارس التدريبية المتخصصة مكانة أقل من الجامعات، بيد أن المتخرجين منها، وبصفة خاصة خريجو المجالات التقنية، سرعان ما يطلبهم سوق العمل.

## المدارس متعددة البرامج
في عام 1991، كان هناك حوالي 3400 «مدرسة متعددة البرامج» خاصة غالبًا ولا يحتاج الالتحاق بها التخرج من مدرسة ثانوية عليا. وتوفر المدارس متعددة البرامج مجموعة متنوعة من الدورات التدريبية في برامج معينة مثل العلاج الطبي والتربية والخدمة الاجتماعية والنظافة مما يعمل على تنوع مجالات التدريب العملي بعد الثانوي والوفاء بالمتطلبات الاجتماعية والاقتصادية الخاصة بمهارات معينة.

## الكليات التقنية
معظم الكليات التقنية هي عبارة عن مؤسسات وطنية تم تأسيسها للحصول على فنيين على مستوى عالٍ من المهارة من خلال برامج تمتد لمدة خمس سنوات في عدد من المجالات من بينها مجال الأسطول التجاري. حيث يوجد اثنتان وستون كلية تقنية تواصل عملها منذ بداية الستينيات. جدير بالذكر أن حوالي 10% من خريجي الكليات يقومون بالتحويل إلى الجامعات كطلاب بالفرقة الثالثة، وفي الثمانينيات قامت بعض الجامعات أبرزها جامعة طوكيو ومعهد طوكيو للتكنولوجيا بتخصيص أماكن لهؤلاء الطلاب المُحولين.
وتعد هذه الكليات فريدة من نوعها حيث تقبل الطلاب بعد ثلاث سنوات من التعليم الثانوي (المرحلة 9 في نظام أمريكا الشمالية أو المرحلة 10 في النظام البريطاني). ويشتمل البرنامج الذي يمتد لخمس سنوات على برنامج تعليمي عام في البداية ثم يصبح أكثر تخصصًا بالتدريج.
وأشار تقرير رسمي حديث صادر عن وزارة التعليم والثقافة والرياضة والعلوم التقنية باليابان إلى أن الكليات التقنية تتمتع بالريادة في استخدام التدريبات، حيث توفر أكثر من 90% من المؤسسات هذه الفرصة مقارنة بـ 46% من الجامعات و24% من المعاهد التأهيلية.

## الدراسات العليا
لم تصبح كليات الدراسات العليا جزءًا من نظام التعليم العالي الرسمي إلا بعد الحرب العالمية الثانية كما ظلت غير بارزة في التسعينيات. وعلى الرغم من أن 60% من إجمالي الجامعات لديها كليات دراسات عليا، لا يتقدم من خريجي الجامعات إلى برامج الماجستير سوى 7% فقط، ويبلغ إجمالي المقيدين بكليات الدراسات العليا حوالي 4% من إجمالي طلاب الجامعات.
ويعد نمط التحاق طلاب الدراسات العليا على العكس من نمط التحاق الطلاب الجامعيين تقريبًا: حيث إن غالبية طلاب الدراسات العليا (63%) مقيدون بالجامعات الوطنية، ويبدو أن التفاوت بين عدد طلاب الدراسات العليا المقيدين بالجامعات العامة والجامعات الخاصة آخذٌ في التزايد. وتقتصر الدراسات العليا على الذكور إلى حد كبير، ويعد أكبر تمثيل للإناث لا سيما في مرحلة الماجستير في مجالات الإنسانيات والعلوم الاجتماعية والتربية. ويشيع التحاق الذكور في برامج الهندسة، بينما لا تمثل الإناث سوى 2% فقط من الطلاب في مرحلة الماجستير. أما على مستوى الدكتوراه فيشهد تمثيل الإناث أعلى مستويين له في البرامج الطبية والإنسانيات، حيث تمثل الإناث نسبة 30% من طلاب الدكتوراه في هذين المجالين. وتمثل الإناث حوالي 13% من إجمالي المقيدين بدرجة الدكتوراه.
وتعود قلة عدد طلاب الدراسات العليا وشكل التقييد بالدراسات العليا المنتشرة إلى عدة عوامل منها على وجه الخصوص نمط التوظيف التقليدي بمجال الصناعة. حيث يفضل القطاع الخاص في كثير من الأحيان تعيين خريجي الجامعات الجدد وتدريبهم مما يسمح لهم بتطوير مهارات البحث داخل المؤسسة. ومن ثم يقل الطلب على الطلاب الحاصلين على دراسات عليا.

## وصلات خارجية
- Japanese Higher Education Institutions in the 21st Century: The challenge of globalization and internationalization discussion paper by Kumiko Aoki in the electronic journal of contemporary japanese studies, 4 November 2005.